# Tour della nazionale maschile di rugby a 15 dell'Argentina 2002
Nel 2002, la nazionale Argentina di rugby si è recata due volte in tour. Una prima volta a giugno in Sudafrica e novembre in Italia ed Irlanda.

## In Sudafrica
Pochi giorni prima, il 15 giugno I "Pumas" avevano battuto la Francia per 28-27 nel corso del tour dei transalpini in Argentina ed Australia. Il 22 giugno era seguita una onorevole sconfitta (18-26) contro l'Inghilterra anch'essa in tour in Argentina.

### La squadra
Diego Albanese (Gloucester) 

Rimas Alvarez (Perpignan) 

Pablo Bouza (Duendes) 

Gonzalo Camardón (Rugby Roma) 

Felipe Contepomi (Bristol R.F.C. 

Ignacio Corleto (Narbonne)

Martín Durand (Champagnat) 

Ignacio Fernández Lobbe (Castres) 

Juan de la Cruz Fernández Miranda (Hindú Club) 

Nicolás Fernández Miranda (Hindú Club) 

Julio García (Perpignan) 

Diego Giannantonio (La Rochelle) 

Roberto Grau (Liceo Mendoza) 

Omar Hasan (Agen) 

Mario Ledesma (Narbonne) 

Gonzalo Longo (Narbonne) 

Rolando Martin (San Isidro Club) 

Federico Méndez (Mendoza R.C) 

José María Núñez Piossek (Huirapuca)

José Orengo (Perpignan) 

Lucas Ostiglia (Hindú Club)

Santiago Phelan (C.A.S.I) 

Agustín Pichot (Bristol) 

Gonzalo Quesada (Narbonne)) 

Mauricio Reggiardo (Castres) 

Mariano Sambucetti (Buenos Aires C & R) 

Hernán Senillosa (Hindú Club) 

Facundo Soler (Tala R.C.) 

Pedro Luis Sporleder (Curupaytí) 

Bernardo Mario Stortoni (C.A.S.I)
Emilio Perasso (Capo delegazione) 

Alejandro Petra (Manager) 

Marcelo Loffreda e Daniel Baetti  (Allenatori) 

Agustín Coscia  (assistente) 

### Risultati
| Arbitro: | Jamiel Panday |

| |            | |
| Hall (2), Matfield Scholtz, Sephaka | mt         | Durand, Piossek Senillosa, Sporleder Giannantonio |
| James 3, du Toit | tr         | Giannantonio 2 |
| James 2, du Toit | c.p.       | Giannantonio |
| 15.Johan Roets, 14.Friedrich Lombard, 13.André Snyman, 12.Wayne Julies, 11.Dean Hall;, 10.Butch James, 9.Neil de Kock; 8.Shaun Sowerby 7.Hendrik Gerber, 6.Hendro Scholtz, 5.Victor Matfield, 4..Mark Andrews (cap); 3.Cobus Visagie, 2.Danie Coetzee, 1.Lawrence Sephaka. – sostituti: Robbie Fleck, Gaffie du Toit, Joost van der Westhuizen, Delarey du Preez, Wessel Roux, Bakkies Botha | Formazioni | 15.Bernardo Stortoni, 14.José Nuñez Piossek, 13.Diego Giannantonio, 12.Hernán Senillosa, 11.Facundo Soler, 10.Juan Fernández Miranda. 9.Nicolás Fernández Miranda (cap), 8.Pablo Bouza 7.Lucas Ostiglia, 6.Martín Durand, 5.Mariano Sambucetti, 4.Pedro Sporleder, 3.Julio García, 2.Mario Ledesma 1.Mauricio Reggiardo – Sostituti: Gonzalo Quesada, Omar Hasan Federico Méndez |

| Arbitro: | Wayne Erickson |

| |            | |
| Pretorius, Terblanche 2 Davidson, Jacobs Conradie | mt         | Fernandez Lobbe, meta tecnica |
| Pretorius 5 | tr         | Quesada 2 |
| Pretorius 3 | c.p.       | Quesada 5 |
| 15.Brent Russell, 14.Stefan Terblanche, 13.Adrian Jacobs, 12.De Wet Barry, 11.Breyton Paulse, 10.André Pretorius, 9.Craig Davidson, 8.Bobby Skinstad, 7.AJ Venter, 6.Corne Krige (cap), 5.Jannes Labuschagne, 4.Hottie Louw, 3.Willie Meyer, 2.James Dalton, 1.Ollie le Roux - Sostituti: 16.Daan Human, 17.Faan Rautenbach, 18.Quinton Davids, 19.Joe van Niekerk, 20.Bolla Conradie, 21.Marius Joubert, 22.Werner Greeff | Formazioni | 15.Ignacio Corleto, 14.Gonzalo Camardón, 13.Jose Orengo, 12.Felipe Contepomi, 11.Diego Albanese, 10.Gonzalo Quesada, 9.Agustín Pichot (cap), 8.Gonzalo Longo Elia, 7.Rolando Martín, 6.Santiago Phelan, 5.Rimas Álvarez Kairelis, 4.Ignacio Fernández Lobbe, 3.Mauricio Reggiardo, 2.Federico Mendez Azpillaga, 1.Roberto Grau - Sostituti: 16.Mario Ledesma Arocena, 17.Omar Hasan Jalil, 18.Lucas Ostiglia, 21.Martín Durand - Non entrati : 19.Nicolás Fernández Miranda, 20.Jose Nunez Piossek, 22.Juan Fernández Miranda |

## In Europa
| Colleferro 13 novembre 2002 | Italia A | 9 – 45 | Argentina XV |  |

| Arbitro: | Andrew Cole |

| |            | |
| | mt         | Durand, Martin, Orengo Albanese, Corleto |
| | tr         | Contepomi 2 JDLC Fernandez Miranda 2 |
| Dominguez 2 | c.p.       | Contepomi |
| 15.Mirco Bergamasco, 14.Paolo Vaccari, 13.Cristian Stoica, 12.Matteo Barbini, 11.Nicola Mazzucato, 10.Diego Domínguez, 9.Alessandro Troncon (cap), 8.Scott Palmer, 7.Aaron Persico, 6.Salvatore Garozzo, 5.Santiago Dellape', 4.Marco Bortolami, 3.Federico Pucciariello, 2.Andrea Moretti, 1.Gianluca Faliva - Sostituti: 16.Fabio Ongaro, 17.Martín Castrogiovanni, 18.Enrico Pavanello, 19.Sergio Parisse, 21.Gert Peens, 22.Cristian Zanoletti - Non entrati : 20.Juan Manuel Queirolo | Formazioni | · 15.Ignacio Corleto, 14.Gonzalo Camardón, 13.Jose Orengo, 12.Lisandro Arbizu (cap), 11.Diego Albanese, 10.Felipe Contepomi, 9.Agustín Pichot, 8.Gonzalo Longo Elia, 7.Rolando Martín, 6.Santiago Phelan, 5.Rimas Álvarez Kairelis, 4.Ignacio Fernández Lobbe, 3.Omar Hasan Jalil, 2.Federico Mendez Azpillaga, 1.Roberto Grau - Sostituti: 17.Mauricio Reggiardo, 18.Pedro Sporleder , 19.Martín Durand, 20.Nicolás Fernández Miranda, 21.Juan Fernández Miranda - Non entrati : 16.Juan Jose Villar, 22.Jose Nunez Piossek |

| Donnybrook 20 novembre 2002 | Ireland Dev. XV | 12 – 24 | Argentina XV |  |

| Arbitro: | Chris White |

| |            | |
| Dempsey | mt         | Martin |
| O'Gara | tr         | Contepomi |
| O'Gara 3 | c.p.       | |
| 15.Girvan Dempsey, 14.Shane Horgan, 13.Brian O'Driscoll (cap), 12.Kevin Maggs, 11.Justin Bishop, 10.Ronan O'Gara, 9.Peter Stringer, 8.Anthony Foley, 7.Keith Gleeson, 6.Victor Costello, 5.Malcolm O'Kelly, 4.Gary Longwell, 3.John Hayes, 2.Shane Byrne, 1.Reggie Corrigan - Sostituti: 17.Marcus Horan, 18.Leo Cullen, 19.Alan Quinlan - Non entrati : 16.Frank Sheahan, 20.Guy Easterby, 21.David Humphreys, 22.Geordan Murphy | Formazioni | 15.Ignacio Corleto, 14.Gonzalo Camardón, 13.Jose Orengo, 12.Lisandro Arbizu (cap), 11.Diego Albanese, 10.Felipe Contepomi, 9.Agustín Pichot, 8.Gonzalo Longo Elia, 7.Rolando Martín, 6.Santiago Phelan, 5.Rimas Álvarez Kairelis, 4.Ignacio Fernández Lobbe, 3.Omar Hasan Jalil, 2.Mario Ledesma Arocena, 1.Mauricio Reggiardo - Sostituti: 18.Pedro Sporleder, 19.Martín Durand, 21.Juan Fernández Miranda - Non entrati : 16.Juan Jose Villar, 17.Martín Scelzo, 20.Nicolás Fernández Miranda, 22.Jose Nunez Piossek |